# Jussi Hautamäki
Jussi Heikki Hautamäki (Oulu, 20 aprile 1979) è un ex saltatore con gli sci finlandese.
È fratello di Matti, a sua volta saltatore con gli sci di alto livello.

## Biografia
Ai Mondiali juniores del 1997 vinse due argenti, uno individuale e uno di squadra. In carriera prese parte a un'edizione dei Campionati mondiali, Oberstdorf 2005 (4° nella gara a squadre il miglior risultato).
In Coppa del Mondo esordì il 30 dicembre 1995 a Oberstdorf (39°), ottenne il primo podio il 19 gennaio 2001 nella gara a squadre di Park City (2°) e la prima vittoria il 2 febbraio successivo a Willingen, sempre in una gara a squadre. Per quanto riguarda le gare individuali, il suo miglior piazzamento è stato il terzo posto conquistato il 27 gennaio dello stesso anno a Sapporo; meglio di lui nell'occasione fecero Adam Małysz e Wolfgang Loitzl.

## Palmarès

### Mondiali juniores
- 2 medaglie:
  - 2 argenti (trampolino normale, gara a squadre a Canmore 1997)

### Coppa del Mondo
- Miglior piazzamento in classifica generale: 15º nel 2001
- 8 podi (1 individuale, 7 a squadre):
  - 2 vittorie (a squadre)
  - 4 secondi posti (a squadre)
  - 2 terzi posti (1 individuale, 1 a squadre)

#### Coppa del Mondo - vittorie
| Data            | Località  | Nazione  | Trampolino                                                                |
| --------------- | --------- | -------- | ------------------------------------------------------------------------- |
| 2 febbraio 2001 | Willingen | Germania | Mühlenkopf K120 (con Ville Kantee, Jani Soininen e Risto Jussilainen)     |
| 17 marzo 2001   | Planica   | Slovenia | Letalnica K185 (con Veli-Matti Lindström, Tami Kiuru e Risto Jussilainen) |